# Brandwond
Een brandwond is een verwonding die meestal ontstaat door verbranding van de huid door invloed van hitte gedurende een bepaalde tijd en boven een bepaalde kritische temperatuur. Boven deze temperatuur (± 42°C) treedt na enige tijd beschadiging van de huid op. 

## Oorzaken
Brandwonden kunnen ontstaan door contact van de huid met hete gassen, vloeistoffen of andere materialen. Extreme koude, zoals aanraking van vloeibare stikstof, heeft hetzelfde effect op de huid als hitte en worden soms ook vrieswonden genoemd. Ook sterk bijtende chemicaliën kunnen brandblaren veroorzaken wanneer ze met de huid in aanraking komen.
Verder kunnen straling (zoals de zon of bij radiotherapie), elektriciteit en wrijving (bijvoorbeeld na een val schuren over het wegdek) ook brandwonden veroorzaken. Verbrandingen door heet water en stoom verdienen apart vermelding: omdat water een heel grote warmte-inhoud heeft zijn heetwaterverbrandingen vaak ernstiger dan bijvoorbeeld verbrandingen door heet frituurvet, dat weliswaar heter is maar zijn warmte bij contact met de huid veel sneller kwijt is. Het Engels onderscheidt heetwaterverbrandingen (scalds) van brandwonden door een andere oorzaak (burns).

## Gradaties
Brandwonden worden, afhankelijk van de diepte, in verschillende gradaties onderverdeeld (eerstegraads is het minst erg). De diepte, en daarmee de graad, van een brandwond hangt af van de temperatuur, de tijd dat de huid blootgesteld wordt aan die temperatuur en de oorzaak.
Heetwaterverbrandingen en steekvlamverbrandingen zijn doorgaans tweedegraadverbrandingen, vlamverbrandingen zijn doorgaans derdegraads.
- Eerstegraads brandwonden. Bij een eerstegraads verbranding wordt de huid rood en pijnlijk, maar ontstaan geen blaren. De pijn en de verkleuring zijn in het algemeen binnen 24 uur verdwenen. Het huidweefsel is niet vernietigd en zelfs wanneer er grote delen van het lichaam zijn aangedaan, is er geen gevaar. Vaak zijn er ontstekingsverschijnselen te zien bij eerstegraads brandwonden.
  - roodheid
  - pijn
  - warmte
  - zwelling
  - functieverlies

Ook algemene verschijnselen zoals koorts, geen honger, zich ziek voelen kunnen voorkomen bij een eerstegraads brandwond.
Een eerstegraads verbranding komt veel voor: de meeste verbrandingen door de zon vallen hieronder.
- Tweedegraads brandwonden (verder onderverdeeld in oppervlakkige en diepe tweedegraads brandwonden). Bij een tweedegraads verbranding treedt er blaarvorming op; er vormt zich vocht tussen de opperhuid en de lederhuid. Deze blaarvorming is in het algemeen vrij pijnlijk. Wanneer grote oppervlakken verbrand zijn, is de pijn vaak extreem. Belangrijk is dat, hoewel een deel van de huid is vernietigd, er toch nog delen van de opperhuid gaaf zijn gebleven. Hierdoor kan er na loslating van de wondkorstjes uit zichzelf nieuwe huid over de wond groeien. De genezing duurt, afhankelijk van de diepte van de brandwond, enkele dagen tot ruim een maand. De haarwortels en zweetkliertjes liggen diep in de huid. Zolang slechts een deel hiervan behouden blijft is wondgenezing mogelijk. Wel ligt het gevaar van wondinfectie op de loer. Indien dit gebeurt kan de oorspronkelijk intact gebleven huid toch nog verwoest worden, waardoor vorming van nieuwe huid wordt verhinderd. Indien dit gebeurt zijn de vooruitzichten zeer ongunstig.
- Derdegraads brandwonden. Bij een derdegraads verbranding wordt de gehele huid vernietigd. Het wondgebied reageert niet meer op gevoelsprikkels en zelfs niet op pijnprikkels. In het begin is het verbrande huidgebied wit tot grauwwit, later bruin, perkamentachtig van kleur. Na loslating van de gevormde wondkorst komt een vaalrood of lichtrood gekleurde wondlaag tevoorschijn. Dit loslaten van de wondkorst neemt bij een groot wondoppervlak veel tijd in beslag. Vaak worden derdegraads verbrandingen van meer dan drie centimeter, om de genezing te bekorten, gesloten met stukjes huid die elders op het lichaam worden weggehaald (huidtransplantatie).
- Vierdegraads brandwonden. Soms wordt de term verkoling gebruikt. Hierbij is de verbranding zo diep dat zelfs structuren onder de huid, zoals bot en spierweefsel, vernietigd zijn. De huid ziet er meestal verkoold, gekookt (bleek) of rauw uit. Verloren gegaan weefsel kan niet worden hersteld, al kan soms weefsel van elders worden getransplanteerd via een chirurgische ingreep.

Niet alleen de graad van de brandwond is van belang maar ook de grootte van het oppervlak en de plaats. Als alle epidermale elementen (huidcellen) in de wond zijn verdwenen moet genezing optreden door dichtgroeien vanaf de rand; zijn er daarentegen in de wond nog huidcellen in leven (bijvoorbeeld in haarzakjes) dan vormen die bij de genezing eilandjes waarvandaan de wond zich centraal ook zal gaan sluiten en is de genezing veel vlotter. Diepe brandwonden geven vaak grote littekens die onbehandeld meestal aanleiding geven tot ernstige contracturen. Mensen met tweedegraads brandwonden groter dan 25% lichaamsoppervlakte en derdegraadsbrandwonden groter dan 10% van het lichaamsoppervlakte moeten worden opgenomen in een brandwondencentrum.

## Behandeling
Bij de behandeling van brandwonden zijn de volgende onderwerpen belangrijk:
- eerste hulp
- optreden en bestrijden van shock
- wondbehandeling en wondgenezing
- optreden van complicaties

### Eerste hulp
Wanneer het slachtoffer in brand staat moet de hulpverlening in de eerste plaats bestaan uit blussen van de brand met veel water. Bij voorkeur moet water worden gebruikt, maar ook een snelblusser kan goede diensten bewijzen, mits er zorgvuldig voor wordt gewaakt dat men het slachtoffer niet in het gezicht spuit. Het vuur kan ook gedoofd worden door het slachtoffer strak in een deken of jas te wikkelen. Hierbij dient erop gelet te worden dat eerst de bovenkant bij de nek gesloten wordt, omdat het geheel anders als schoorsteen werkt. Is er niets bij de hand dan moet men het slachtoffer sommeren: "Liggen en rollen!" Hierbij dient zo dwingend mogelijk opgetreden te worden aangezien de kans anders groot is dat men niet tot het slachtoffer doordringt vanwege zijn paniek.
De kleren van het slachtoffer mogen nooit worden opengemaakt of losgerukt, omdat dan het gevaar bestaat dat grote delen van de huid worden meegetrokken.
Het eerste wat men moet doen bij de behandeling van een brandwond is koelen. Een bekende slogan is dan ook eerst water, de rest komt later. Dit doe je met lauw water, zodat het slachtoffer niet onderkoeld raakt. Minimaal 10 minuten koelen, beter is een kwartier. Koelen heeft na de eerste minuut niet zozeer veel effect op de temperatuur van het weefsel meer - dat is dan allang afgekoeld tot temperaturen die ver onder de schadelijke liggen - maar heeft een heel duidelijk effect op de door de patiënt gevoelde, meestal zeer hevige pijn. Stopt men met koelen en warmt daardoor het weefsel weer op door bloeddoorstroming dan neemt de pijn weer toe.
Is er niets anders, gebruik dan desnoods slootwater.
Het verbrande oppervlak van de huid hoeft niet met brandzalf, vaseline, boter of iets dergelijks worden ingesmeerd, maar wordt losjes afgedekt, bij voorkeur met metallineverband. Dit verband bevat een aluminiumlaag, waardoor het niet vast kan plakken aan de wond. Indien dit niet aanwezig is kan men een schoon servet of een schone handdoek of theedoek gebruiken. Is een groot oppervlak van de huid verbrand dan kan dit worden afgedekt met een gestreken schone doek of laken.

### Vervolgbehandeling
De verdere behandeling wordt aan de arts overgelaten. Soms bestaat deze (bij tweede- of derdegraads brandwonden) uit het voorschrijven van een crème die zilversulfadiazine bevat, mede om huidinfecties te voorkomen. Bij intacte blaren of 1e graads verbrandingen heeft dit middel geen zin; het maakt de wond ook moeilijker beoordeelbaar.
Het kan zelfs noodzakelijk zijn om door middel van huidtransplantatie met huid elders van de patiënt weggehaald door af te "schaven" en daarvan een netje te maken om de verbrande delen hiermee te bedekken en zodoende het genezingsproces mogelijk te versnellen.
Bij alle open brandwonden kan ook wondinfectie optreden, met name bij slechte verzorging, maar iedere langer bestaande brandwond wordt na korte tijd door bacteriën gekoloniseerd. Bij brandwonden zijn met name infecties met Pseudomonas aeruginosa zeer gevreesd omdat deze bacteriën vaak ongevoelig zijn voor vele antibiotica. Verder zijn veelal ook de lichaamseigen bacteriën bij een eventuele infectie betrokken. In ontwikkelingslanden ligt daarnaast ook de tetanusbacterie op de loer.

### Shock
Wanneer bij een brandwond meer dan 20% van het lichaamsoppervlak aangetast is, is de kans op shock bijzonder groot. Het gevaar voor shock bestaat niet alleen direct na de verbranding, maar shock kan enkele uren en soms zelfs dagen na de verbranding nog optreden. Zoals al eerder vermeld gaat het ontstaan van brandblaren gepaard met vochtophoping tussen de opperhuid en de lederhuid. Dit vocht bestaat uit bloedvloeistof (plasma) en wordt dus onttrokken aan het circulerende vocht in de bloedbaan.
Shock kan daarom in eerste instantie worden bestreden door het toedienen van vocht. Hierbij dient men zeer voorzichtig te werk te gaan daar de slachtoffers in veel gevallen bewusteloos zijn. In het ziekenhuis kan men zorgen voor vochttoediening door middel van een infuus.

### Metabolisme
Bij een patiënt met brandwonden is het metabolisme vaak verhoogd. De patiënt verdampt namelijk veel vocht, omdat de beschermende functie van de huid verdwenen is. Voor het verdampen van vocht is energie nodig. Doordat de patiënt naast vocht ook veel warmte verliest zal het lichaam er alles aan doen om op temperatuur te blijven. Een patiënt met erge brandwonden zal dus een verhoogde ademhaling hebben, omdat het lichaam veel energie en warmte nodig heeft. Om dit proces goed te laten verlopen is er zuurstof nodig. Een patiënt zal daarom vaak extra zuurstof krijgen, meestal met behulp van een Non-Rebreathing Mask; hierdoor wordt alle aangeboden zuurstof benut.

### Wondbehandeling en wondgenezing
Een open wond is een ideale voedingsbron voor bacteriën die vroeg of laat elke brandwond binnendringen. Infectie van de wond kan tot gevolg hebben dat bacteriën via de bloedsomloop in de organen van het lichaam terechtkomen. Dit is een van de gevaarlijkste complicaties die een patiënt met brandwonden bedreigen. Dit gevaar blijft in het algemeen bestaan tot de wond zich spontaan sluit of door stukjes gezonde huid wordt gesloten. Daarom is de behandeling van brandwonden gericht op het sluiten van het wondoppervlak en het tot staan brengen of remmen van infecties. Een middel dat effectief kan helpen in het genezingsproces bij brandwonden als gevolg van aanraking met agressieve chemische stoffen is Diphoterine.
Eerste- en tweedegraadsbrandwonden kunnen spontaan genezen, dat wil zeggen zonder huidtransplantatie. Derdegraads brandwonden kunnen alleen weer een huidbedekking krijgen door ingroei vanaf de randen, wat een heel langzaam proces is. Daarom wordt zeker bij grotere derdegraadsbrandwonden meestal gekozen voor huidtransplantatie. Alleen eigen huid van de patiënt kan vastgroeien zonder te worden afgestoten. Dit betekent echter tevens dat het wondoppervlak tijdelijk vergroot wordt, omdat elders in het lichaam wonden worden gemaakt bij het wegnemen van de huidstukjes voor de transplantatie. Deze worden in het algemeen door een apparaatje gehaald dat er sneetjes in maakt zodat het stukje huid enorm kan worden uitgerekt in een soort ruitjespatroon, zodat de donorplaats veel kleiner kan blijven dan het erdoor bedekte defect.

### Complicaties
Naast de reeds genoemde shock is er nog een aantal andere complicaties die het leven van een patiënt met brandwonden bedreigen. Door de slechte bloedvoorziening van een aantal organen gedurende de shockperiode kunnen onder andere de nieren ernstig worden beschadigd.
Door hitte-inwerking of inademing van giftige dampen kunnen de ademhalingsorganen ernstig worden beschadigd. Verbranding van het gezicht houdt meestal in dat ook de ademhalingswegen zijn aangedaan. In het verdere verloop kan dan een ontsteking van de luchtpijp, de luchtpijptakjes of het longweefsel ontstaan.

### Littekens
Na de wondgenezing blijven meestal littekens over. Bij tweede en derdegraadswonden zijn ze onvermijdelijk. Het zijn donkerrode tot bruinrode verhogingen van de huid, verharde "stringen" of bobbelachtige huidvervormingen. Naast de fysieke ongemakken als jeuk, branderig gevoel, pijn en "trekken", hebben ze ook een esthetische component. Veel mensen met littekens schamen zich voor hun veranderde uiterlijk en krijgen aldus sociale problemen. Diverse patiëntenverenigingen nemen dit probleem serieus en organiseren vormen van begeleiding en ondersteuning. 
Littekens kunnen op verschillende manieren worden verminderd. Het brandwondencentrum in Beverwijk heeft bijvoorbeeld speciale "drukkleding" ontwikkeld. Een strak om de huid klemmende, kunststof kleding die het litteken als het ware naar binnen drukt, waardoor de verhoging van de huid na langdurig gebruik minder wordt. Daarnaast bestaan er vele zalven en gels, zoals (ook weer uit Beverwijk) de Staudt-crème. Bekend is ook de helende en verzachtende werking van aloë vera in diverse vormen. Calendula, vitame-E-zalf en honingzalven hebben eveneens weldadige effecten. Ten slotte kunnen vormen van chirurgie of laserbehandelingen de littekens helpen verminderen. Littekens worden pas twee a drie jaar na het ontstaan van de brandwond minder actief en dus minder pijnlijk voor de patiënt. Het betekent langdurige na-effecten van het trauma.